# 尋龍使者：拉雅
是一部2021年美国動畫冒險奇幻电影，由華特迪士尼動畫工作室製作，为迪士尼經典動畫長片系列的第59部作品以及第2部通过Disney+首映許可證形式在Disney+首映的電影。由唐·霍爾和卡洛斯·羅培茲·埃斯特拉達共同執導，林黛兒和奎·阮共同編劇，凱莉·瑪麗·陳和奧卡菲娜擔任主要配音員。故事講述一個孤獨的勇士開始尋找世界上最後的一條龙，並從邪惡的莊魔（Druun）手上拯救已經分裂為五個不同區域的奇幻國度「神龍國」（Kumandra）。
《尋龍使者：拉雅》由華特迪士尼工作室電影和迪士尼媒體發行於2021年3月5日在美國院線上映并同時上線Disney+。電影發行後獲得不俗的口碑，影評家們動畫、視覺效果、角色、展現女性賦權和配音表示讚賞，但是過度設計的敘事和不合時宜的幽默則受到批判，電影本身亦因為參與演出的成員缺乏東南亞代表性與Disney+在東南亞大部分地區不可用性出現爭議。入圍第94屆奧斯卡金像獎最佳動畫電影獎、第79屆金球獎最佳動畫奬與獲得第49屆安妮獎十項獎項提名，但在前兩項獎項競爭由同為迪士尼出品的《魔法滿屋》取勝。

## 劇情
故事發生在一片奇幻國度「神龍國」（Kumandra），邪惡的莊魔（Druun）自古以來侵擾著人類，神龍們為保護人類紛紛遭莊魔石化，在危難之際，剩餘神龍用最後的法力聚合成一枚龍珠，並賦予神龍西蘇驅散邪惡，而西蘇也在消滅莊魔後不知所蹤。大戰五百年後，各部落為爭奪龍珠互相交惡，龍心（Heart）部落的公主拉雅跟父親班加酋長（Chief Benja）承擔捍衛龍珠的職責，班加酋長為了化解各族紛爭，決心與龍牙（Fang）、龍爪（Talon）、龍脊（Spine）、龍尾（Tail）四大族共享龍珠，邀請他們重組神龍國。和談慶典上，拉雅與龍牙族公主納瑪莉（Namaari）成為至交，帶領後者參觀龍珠的藏匿密室。然而，納瑪莉卻背叛拉雅，號召龍牙族人前來搶奪龍珠，其他部落知曉後加入混戰，導致龍珠不慎摔破，被封印百年的莊魔也傾巢而出，其他四族酋長趁亂各拿取一枚龍珠碎片逃之夭夭，而班加酋長在將最後一枚碎片託付給拉雅後，不幸被莊魔石化，悲痛的拉雅只好帶著犰狳夥伴圖圖（Tuk Tuk）開始尋找龍珠碎片與神龍西蘇的旅程。
六年後，成年的拉雅在荒蕪的龍尾土地找到了一艘沈船，在船內透過儀式交流，終於召喚出失蹤多年的西蘇。西蘇告訴拉雅，自己缺乏復原龍珠的力量，依然要找回其他碎片才能消滅莊魔。一人一龍前往龍尾的村莊破解機關，找到第二枚魔龍寶石碎片，西蘇也透過其他碎片獲得她手足的魔法化為人形。此時納瑪莉殺到欲搶奪碎片，拉雅與西蘇在孤兒船夫波弟（Boun）的協助下逃離追殺。眾人下一站來到龍爪地區，拉雅想潛入龍爪酋長鄧海（Dang Hai）的大宅偷取碎片，過程中結識一名善於詐騙的嬰兒諾諾（Little Noi）與她的數名猴吉吉（Ongis）部下，收服他們潛入宅邸，可是拉雅發現鄧海早已石化，碎片落於新任酋長手裡。另一邊，天真的西蘇想要與鄧海和平談判，卻遭現任酋長拐騙進莊魔地盤，拉雅及時趕到搶走第三枚碎片並救走西蘇。
拉雅一行人接著前往龍脊部落，西蘇堅信人們能互相信任，執意與龍脊族人對話，導致自己與拉雅險被瘋癲的龍脊酋長阿堂（Tong）俘虜，幸好波弟帶著救兵來到搶走阿堂手中第四枚碎片，長年失去族人的阿堂經拉雅說服也加入團隊。納瑪莉在此時再次來襲，拉雅為讓同伴逃走嘗試調虎離山，與納瑪莉一對一決鬥。當拉雅將被納瑪莉擊倒之際，西蘇大怒在眾人面前化身龍型，擊倒納瑪莉的隊伍，納瑪莉看見神龍的復活震撼不已，讓拉雅一行逃脫。納瑪莉了解到神龍復活後土地有望恢復和平，逐漸打消與拉雅敵對的念頭，但母親薇拉娜極力反對，認為一旦重組龍珠使莊魔消滅，龍牙族會成為眾矢之的，要求納瑪莉活捉西蘇。
在前往龍牙路上，因莊魔失去父母的波弟與諾諾承諾會陪伴拉雅到最後，受感召的阿堂也跟著發誓效忠拉雅，眾人開始討論偷取最後一枚碎片的戰略，西蘇提議與納瑪莉和談換取碎片，拉雅不予贊同，西蘇於是帶著拉雅前往荒廢的龍心部落探望她已變成石雕的龍族手足，坦言自己雖然是龍族最弱小的一員，兄長彭古依然願意寄託重要的魔龍寶石給自己，告訴拉雅可以放下孤傲的性格，主動相信他人。被說服的拉雅於是派諾諾與猴吉吉將納瑪莉多年前掉落的吊墜歸還，以表示合作之意，納瑪莉來到約定地點原先想歸還最後一枚碎片，情緒動搖的她卻反悔舉起十字弓對向眾人，拉雅情急之下持劍阻止納瑪莉，導致流矢意外擊殺了西蘇，掌握河水的西蘇死去使河流乾涸，莊魔脫離水源的屏障開始吞噬龍牙。
怒氣攻心的拉雅決定為西蘇復仇，和納瑪莉大打出手，此時其他夥伴們手持魔龍寶石碎片保護龍牙百姓撤離，納瑪莉不敵拉雅最終敗下陣來，坦承西蘇的死是她們兩人的責任，被點醒的拉雅於是放棄復仇加入撤離百姓的行列。隨著莊魔數量加遽，拉雅、納瑪莉與夥伴們被莊魔包圍，魔龍寶石的碎片力量也愈來愈弱，拉雅此時領悟唯有信任才能激發魔龍寶石的力量，於是說服所有人將碎片託付給納瑪莉，隨後她與夥伴們陸續被石化，獲得所有碎片的納瑪莉不負所托重組了 魔龍寶石。龍珠復原後驅散了莊魔，過去遭到石化的人們與神龍全都恢復了原形，且西蘇在其他神龍的力量下死而復生。
故事最後，夥伴們紛紛返鄉探望回歸的家人，拉雅回到龍心與父親重逢，化解紛爭的諸部落與神龍們也前來龍心協助重建神龍國。

## 角色
| 配音         | 配音                  | 配音                                                                                                   | 配音                                                            | 配音                       | 角色                         |
| 美國         | 台灣                  | 香港                                                                                                   | 中国大陆                                                        | 泰国                       | 角色                         |
| ------------ | --------------------- | --- | --------------------------------------------------------------- | -------------------------- | ---------------------------- |
| 凱莉·瑪麗·陳 | 曾允凡                | 廖欣怡                                                                                                 | 趙麗穎                                                          | 乌拉萨雅·斯帕邦德          | 拉雅                         |
| 奧卡菲娜     | 錢欣郁                | 陳安瑩                                                                                                 | 马小骥                                                          | Phimphida Phithaksongkhram | 西蘇                         |
| 陳靜         | 陳貞伃 穆宣名（幼年） | 蔡思韵 鄭曉琳（幼年）                                                                                  | 叶知秋 盛唐（幼年）                                             | Nopphawan Hemabut          | 納瑪莉（Namaari）            |
| 金大賢       | 王辰驊                | 高翰文                                                                                                 | 凌云                                                            | Wirunwit Thirasuwan        | 班加酋長（Chief Benja）      |
| 吳珊卓       | 陳美貞                | 邵美君                                                                                                 | 刘芊含                                                          | Nattha Hiransathit         | 維拉納（Virana）             |
| 黃凱旋       | 林谷珍                | 周偉強                                                                                                 | 汤水雨                                                          | Akkhaphon Wimonphatchara   | 阿堂（Tong）                 |
| 艾薩克·王    | 李悟                  | 王綽鏗                                                                                                 | 张紫来                                                          | Thanawat Kiratisewi        | 波弟（Boun）                 |
| 塔莉·陳      |                       | |                                                                 |                            | 諾諾（Little Noi）           |
| 艾倫·圖克    |                       | |                                                                 |                            | 圖圖（Tuk Tuk）              |
| 宋靜秀       | 崔幗夫                | 譚錦萌                                                                                                 | 徐燕                                                            |                            | 鄧萀（Dang Hu）              |
| 帕蒂·哈里森  | 孫若薇                | 鄭穎園                                                                                                 | 胡静                                                            |                            | 龍尾酋長（Tail Land Chief）  |
| 羅斯·巴特勒  | 張至超                | 盧俊豪                                                                                                 | 郝祥海                                                          |                            | 龍脊酋長（Spine Land Chief） |
|              | 王希華                | 劉文光                                                                                                 | 郝祥海                                                          |                            | 老查（Chai）                 |
|              | 王希華                | 辛偉強                                                                                                 | 李楠                                                            |                            | 鄧海（Dang Hai）             |
|              | 張乃文                | 陳芷瑩                                                                                                 | 郭晴                                                            |                            | 阿媞塔亞（General Atitaya）  |
|              | 姜先誠                | 周鑫霆                                                                                                 | 胡博豪                                                          |                            | 阿萬（Wahn）                 |
|              | 穆宣名 賴緯 王辰驊    | 簡森 竺諺鴻 蘇裕邦                                                                                     | 胡静 胡博豪 李楠                                                |                            | 商人（Merchants）            |
|              |                       | 梁皓翔 成樂怡 黎皓宜 冼詠儀 陳漢祺 趙錦標 翁兆德 江芷銦 潘昀雋 蕭展恒 張芷欣 梁倩蘅 陳雋 熊倬樂 盧浠兒 | 阎么么 谢飞 王蒙 乔晓 孙一诺 李满乔 左涵文 王义渊 谭英泽 朱子沛 |                            |                              |

## 製作

### 發展
2018年5月，據報導華特迪士尼動畫工作室正在開發一部名為《神龍帝國》（Dragon Empire）的原創動畫電影。該片將成為分鏡師保羅·布雷格斯和迪恩·威林斯（Dean Wellins）的導演處女作，並由凱爾·莫瑞（Kiel Murray）撰寫故事。2018年10月，據報導愛黛兒·林被聘請為電影撰寫劇本，並由《海洋奇緣》的製片人奧斯娜特·舒爾製作。迪士尼在2019年D23博覽會上正式公開電影資料。2020年8月，迪士尼宣佈唐·霍爾和卡洛斯·羅培茲·埃斯特拉達取替布雷格斯和威林斯成為該片的導演，彼得·德維寇擔任製片人之一，越裔美國劇作家奎·阮擔任編劇之一。

### 選角
2019年8月，宣佈卡茜·史蒂爾和奧卡菲娜加盟配音陣容。2020年8月，宣佈凱莉·瑪麗·陳取替史蒂爾成為主角拉雅的配音員。2021年1月，宣佈陳靜、金大賢、吳珊卓、黃凱旋、艾薩克·王、塔莉·陳、艾倫·圖克、宋靜秀、帕蒂·哈里森和羅斯·巴特勒加盟配音陣容。

### 動畫設計
片中的「神龍國」靈感來自泰國、越南、柬埔寨、緬甸、馬來西亞、印度尼西亞、菲律賓和寮國等東南亞文化。製作團隊更前往寮國、柬埔寨、泰國、越南和印度尼西亞進行考察。

## 發行
《尋龍使者：拉雅》原定於2020年11月25日在美國上映。2020年4月，受2019冠狀病毒病疫情影響，本片延期至2021年3月12日在美國上映。2020年12月10日，迪士尼宣佈电影提前至2021年3月5日在美國上映，并將在上映當天同時上線Disney+。此外，电影將和《花木蘭》真人版一樣通過Disney+首映許可證上線。

### 評價
爛番茄根據304條評論，持有93%的新鮮度，平均得分7.7／10，觀眾投票獲得97%的分數，平均得分為4.7／5，在該網站為2021年度最高評價的動畫電影。在網際網路電影資料庫，本片獲得7.3（滿分10分）的評比分數，同時是該網站評選2021年度最佳動畫電影第4名。在Metacritic上，本片根據48條評論獲得74分。

### 票房
| 上一届： 《湯姆貓與傑利鼠》 | 2021年美國週末票房冠軍 第10-12週 | 下一届： 《 無名弒》        |
| 上一届： 《詐欺女王》       | 2021年台北週末票房冠軍 第10-12週 | 下一届： 《哥吉拉大戰金剛》 |

### 獲獎與提名獎項
參見：Raya and the Last Dragon#Accolades

## 外部連結
- 互联网电影数据库（IMDb）上《尋龍使者：拉雅》的资料（英文）
- Box Office Mojo上《尋龍使者：拉雅》的資料（英文）
- Metacritic上《尋龍使者：拉雅》的資料（英文）
- 爛番茄上《尋龍使者：拉雅》的資料（英文）
- AllMovie上《尋龍使者：拉雅》的资料（英文）
- 開眼電影網上《尋龍使者：拉雅》的資料（繁體中文）
- Yahoo奇摩電影上《尋龍使者：拉雅》的資料（繁體中文）
- 雅虎香港電影上《尋龍使者：拉雅》的資料（繁體中文）
- 时光网上《尋龍使者：拉雅》的資料（简体中文）
- 豆瓣电影上《尋龍使者：拉雅》的資料 （简体中文）
- 在Disney+上觀看《尋龍使者：拉雅》 （因版權限制，本節目可能僅在部分地區上架。）